# William Baldwin
William Joseph „Billy” Baldwin (ur. 21 lutego 1963 w Massapequa) – amerykański aktor filmowy i telewizyjny.

## Życiorys

### Wczesne lata
Urodził się w Massapequa na Long Island w stanie Nowy Jork jako syn nauczyciela historii szkoły średniej Alexandra Rae'a Baldwina Jr. i Carol Newcomb (z domu Martineau). Jego rodzina miała  pochodzenie angielskiego, irlandzkiego i szkockiego. Jego trzej bracia – starsi Alec (ur. 1958) i Daniel (ur. 1960) oraz młodszy Stephen (ur. 1966) – zostali również aktorami. Ma dwie siostry – starszą Elizabeth (ur. 1955) i młodszą Jane (ur. 1965). Ukończył Alfred G. Berner High School.
Pracował jako model reklamujący bieliznę Calvina Kleina w Nowym Jorku, zanim podjął dwuletnie studia na Uniwersytecie Stanowym (State University of New York) w Binghamton, w stanie Nowy Jork, na wydziale nauk politycznych. Podczas studiów stał się wybitnym zapaśnikiem. Następnie przeprowadził się do Hollywood.

### Kariera
Zadebiutował na szklanym ekranie w dramacie kryminalnym ABC Sprawa Jenniger (The Preppie Murder, 1989), gdzie zagrał autentyczną postać mordercy Roberta Chambersa, który zabił 18-latkę (Lara Flynn Boyle) w nowojorskim Central Park. Po raz pierwszy pojawił się na ekranie kinowym w dramacie antywojennym Olivera Stone’a Urodzony 4 lipca (Born on the Fourth of July, 1989) z Tomem Cruise.
Jedną ze swoich najciekawszych ról stworzył w brutalnym, pełnym akcji i napięcia policyjnym filmie Wydział Spraw Wewnętrznych (Internal Affairs, 1990) jako prześladowany psychicznie i fizycznie przez swojego zwierzchnika policjant. W dramacie Ognisty podmuch (Backdraft, 1991) wystąpił w roli młodszego syna strażaka z Chicago, który po śmierci ojca, postanawia iść w jego ślady. Komercyjnym sukcesem kasowym był thriller Phillipa Noyce Sliver (1993) z Sharon Stone, a rola opętanego manią podglądania gospodarza budynku doczekała się MTV Movie Award i jednocześnie nominacji do nagrody Złotej Maliny dla najgorszego aktora. Jako policjant z Miami w filmie sensacyjnym Czysta gra (Fair Game, 1995), wraz ze swoją ekranową partnerką modelką Cindy Crawford zdobył nominację do nagrody Złotej Maliny. Jednym z głośniejszych filmów z jego udziałem była czarna komedia Mokra robota (Curdled, 1996). Za rolę trenera tenisa w komediodramacie Walka żywiołów (The Squid and the Whale, 2005) wraz z całym zespołem aktorskim uhonorowany został nowojorską nagrodą Gotham Award.

## Życie prywatne
Jest zdeklarowanym demokratą. Spotykał się z Jennifer Grey (1991). 9 września 1995 roku ożenił się z piosenkarką Chynną Phillips, związaną niegdyś z grupą Wilson Phillips. Mają troje dzieci – dwie córki: Jamison Leon (ur. 27 lutego 2000) i Brooke Michelle (ur. 6 grudnia 2004) oraz syna Vance’a Alexandra (ur. 23 października 2001).

## Filmografia

### Filmy fabularne
- 1989: Urodzony 4 lipca (Born on the Fourth of July) jako Plutonowy - Wietnam
- 1990: Linia życia (Flatliners) jako Joe Hurley
- 1990: Wydział wewnętrzny (Internal Affairs) jako policjant Van Stretch
- 1991: Ognisty podmuch (Backdraft) jako Brian McCaffrey
- 1993: Sliver jako Zeke Hawkins
- 1993: Trzy serca (Three of Hearts) jako Joe
- 1995: Czysta gra (Fair Game) jako detektyw Max Kirkpatrick
- 1995: Pożar uczuć (A Pyromaniac's Love Story) jako Garet
- 1996: Mokra robota (Curdled) jako Paul Guell
- 1998: Rozbity obraz/Krzywe odbicie (Shattered Image) jako Brian
- 1998: Senator Bulworth (Bulworth) jako kochanek Constance Bulworth
- 1999: Wirus (Virus) jako Steve Baker
- 2000: Związki rodzinne (Relative Values) jako Don Lucas, były kochanek Mirandy
- 2000: Główny podejrzany (Primary Suspect) jako Christian Box
- 2001: Nie mów nic (Say Nothing) jako Julian Grant, szef międzynarodowej korporacji
- 2001: Król ulicy (One Eyed King) jako Frank Thomas, Amerykanin irlandzkiego pochodzenia, syn robotnika portowego
- 2001: Podwójny chwyt jako Billy Brennan
- 2002: Facet z odzysku (You Stupid Man) jako aktor Brady
- 2003: Red Rover jako Will Taylor
- 2004: Reguły sztuki (Art Heist, Hiszpania) jako Bruce Walker, nowojorski policjant, mąż Sandry, z którym ta jest w separacji
- 2005: Sakura: Blue-Eyed Samurai
- 2005: Walka żywiołów (The Squid and the Whale) jako Ivan, trener tenisa
- 2006: Lenexa, 1 Mile jako Dan Cooney Sr.
- 2006: Feel jako Nathan
- 2006: Park jako Dennis
- 2007: Hałas (Noise) jako szef sztabu burmistrza
- 2007: Przystanek Manhattan (Adrift in Manhattan ) jako Mark Phipps
- 2007: Niezwykłe wakacje (A Plumm Summer) jako Mick Plumm
- 2007: Chłopaki też płaczą (Forgetting Sarah Marshall) jako detektyw Hunter Rush
- 2010: Liga Sprawiedliwych: Kryzys na dwóch Ziemiach jako Batman (głos)

### Filmy TV
- 1989: The Preppie Murder jako Robert Chambers
- 1999: Braterstwo zabójców (Brotherhood of Murder) jako Tom Martinez
- 2002: R.U.S./H.
- 2003: E.D.N.Y. jako Mike 'Mad Dog' Kelly
- 2017: Kiedy byliście na randce (While You Were Dating) jako Nick Stendahl

### Seriale TV
- 1994: Saturday Night Live w roli samego siebie
- 2004–2005; 2007: Danny Fantom (Danny Phantom) jako Johnny 13
- 2006: Waterfront jako Paul Brennan
- 2007–2009: Seks, kasa i kłopoty (Dirty Sexy Money) jako Patrick Darling IV
- 2010: Plotkara jako William van der Woodsen
- 2010: Parenthood jako Gordon Flint
- 2011–2012: Hawaii Five-0 jako Frank Delano
- 2012: Rockefeller Plaza 30 jako Lance Drake Mandrell
- 2012: Męska robota jako Shepard Peters
- 2013: Stróż prawa (Copper) jako William 'Dziki Bill' Eustace
- 2014: Wilfred jako Bruce
- 2015: Forever jako Oliver Clausten
- 2015: Rozpalić Cleveland jako Dane Stevens
- 2017–2019: MacGyver jako Elwood Davis
- 2018: Insatiable jako Gordy Greer
- 2018: Noc oczyszczenia (Insatiable) jako Gordy Greer
- 2019: Too Old to Die Young jako Theo Carter